# 尼德姆
尼德姆（/ˈniːdəm/）是美国麻薩諸塞州諾福克郡的一個城市，也是波士頓郊區的衛星城之一。2010年美國人口普查時，尼德姆有人口28,886人。